# Аниций Петроний Проб
Вижте пояснителната страница за други личности с името Проб.
Флавий Аниций Петроний Проб (на латински: Flavius Anicius Petronius Probus) е политик на Западната Римска империя.
Произлиза от знатните фамилии Петронии, Аниции и Олибрии. Той е християнин, син на християнската поетеса Аниция Фалтония Проба и Секст Клавдий Петроний Проб (консул 371 г.), чиято фамилна гробница се намира близо до вероятния гроб на Апостол Петър. По-малък брат е на консулите през 395 г. Флавий Аниций Хермогениан Олибрий и Флавий Аниций Пробин. Брат е и на Аниция Проба.
През 400 г. Проб е квестор. През 406 г. е консул на Запад. На Изток консул е император Аркадий.